# Sklerocefal
Sklerocefal (Sclerocephalus) to gatunek wymarłego płaza, który żył w okresie permskim. Znany nauce jest tylko jeden gatunek Sklerocefala : Sclerocephalus frossardi i jeden synonim tego gatunku : Actinodon frossardi.